# شالي (هريس)
شالي هي قرية في مقاطعة هريس، إيران. عدد سكان هذه القرية هو 49 في سنة 2006.